# Calle completa

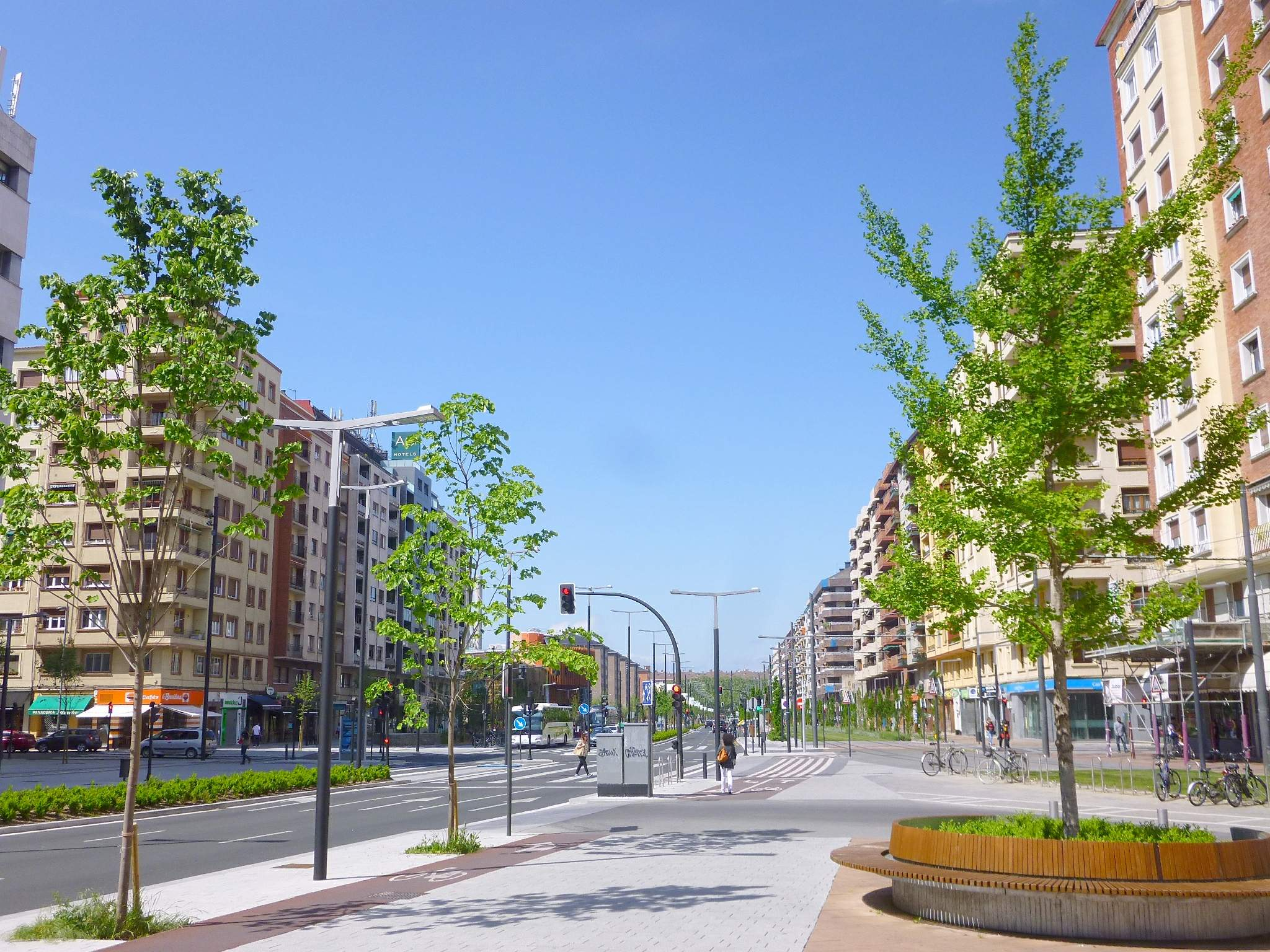
La avenida de Gasteiz en Vitoria es un ejemplo de calle completa, que incluye aceras arboladas, mobiliario amable, fuentes públicas de agua potable, carril bici, tranvía y calzada.

En urbanismo y movilidad, el concepto de calle completa se refiere al diseño de una vía urbana que permite desplazamientos accesibles, seguros, cómodos y directos para todos los posibles usuarios, independientemente de su capacidad, edad o medio de transporte.
El concepto se utiliza para las grandes avenidas y calles, las cuales deberían incluir, además de la calzada, aceras para peatones con árboles, bancos y pasos de cebra cada cierta distancia, ciclovías seguras e interconectadas para ciclistas y carriles bus o líneas de tranvía exclusivos para que el transporte público sea eficiente al evitar los atascos del transporte privado.
El concepto de calle completa es complementario al de calle residencial y calle peatonal para calles más estrechas, donde la prioridad es del peatón y no existe una diferenciación de áreas para cada usuario.